# Veľká Lomnica
Veľká Lomnica és un poble i municipi d'Eslovàquia. Es troba a la regió de Prešov, al nord del país.

## Història
La primera referència escrita de la vila data del 1257.

## Demografia
| Godina             | 1994 | 2004    | 2014    | 2024    |
| ------------------ | ---- | ------- | ------- | ------- |
| Nombre de persones | 3252 | 3760    | 4536    | 5529    |
| Diferència         |      | +15,62% | +20,63% | +21,89% |

| Godina             | 2023 | 2024   |
| ------------------ | ---- | ------ |
| Nombre de persones | 5380 | 5529   |
| Diferència         |      | +2,76% |